# Simopelta williamsi
Simopelta williamsi är en myrart som beskrevs av Wheeler 1935. Simopelta williamsi ingår i släktet Simopelta och familjen myror. Inga underarter finns listade i Catalogue of Life.